# Коричневый листонос
Коричневый листонос (лат. Hipposideros cervinus) — вид летучих мышей из семейства подковогубые (Hipposideridae).
Страны распространения: Австралия, Бруней, Индонезия, Малайзия, Папуа — Новая Гвинея, Филиппины, возможно в Сингапуре. Обитает на высоте от уровня моря до 1400 метров над уровнем моря. Этот вид был отмечен в первичных и вторичных влажных тропических лесах, а также в открытых лесах. Ночлег устраивает в пещерах (особенно крупных), заброшенных шахтах и дуплах деревьев. Много сотен особей могут быть в одном насесте. Самки рожают одного детёныша.
Вероятно, серьёзных угроз для этого вида нет. С учётом широкого ареала, предположительно, присутствует в некоторых охраняемых районах.